# دیانا خوبسریان
دیانا خوبسریان (ارمنی: Դիանա Խուբեսերյան؛ زادهٔ ۵ مهٔ ۱۹۹۴ در ایروان) یک دونده زن اهل ارمنستان در رشته دو سرعت است. وی نماینده ارمنستان در رشته دو و میدانی در بازی‌های المپیک تابستانی ۲۰۱۶ می‌باشد.